# District de Kita-Adachi

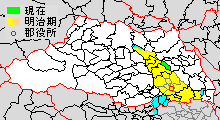
Localisation du district de Kita-Adachi

Le district de Kita-Adachi (北足立郡, Kita-Adachi-gun) est un district situé dans la préfecture de Saitama, au Japon.

## Géographie

### Démographie
Au 1er décembre 2013, la population du district de Kita-Adachi était de 43 731 habitants répartis sur une superficie de 14,8 km2.

### Divisions administratives
Le district de Kita-Adachi est constitué du bourg d'Ina.